# Orbital no enlazante
Un orbital no enlazante, también conocido como orbital molecular no enlazante (NBMO, del inglés non-bonding molecular orbital), es un orbital molecular cuya ocupación por electrones no aumenta ni disminuye el orden de enlace entre los átomos involucrados. Los orbitales no enlazantes a menudo se designan con la letra n en los diagramas de orbitales moleculares y en las notaciones de transición de electrones. Los orbitales no enlazantes son el equivalente en la teoría de los orbitales moleculares de los pares solitarios en las estructuras de Lewis. El nivel energético de un orbital no enlazante se encuentra típicamente entre la energía más baja de un orbital enlazante de capa de valencia y la energía más alta de un orbital antienlazante correspondiente. Como tal, un orbital sin enlace con electrones sería comúnmente un HOMO (orbital molecular más ocupado).

## Generalidades
Según la teoría de los orbitales moleculares, los orbitales moleculares a menudo se modelan mediante la combinación lineal de orbitales atómicos. En una molécula diatómica simple como el fluoruro de hidrógeno ({\displaystyle {\ce {HF}}}), un átomo puede tener muchos más electrones que el otro. Se crea un orbital de enlace sigma entre los orbitales atómicos con la misma simetría. Algunos orbitales (por ejemplo, los orbitales {\displaystyle p_{x}} y {\displaystyle p_{y}} del flúor en {\displaystyle {\ce {HF}}}) pueden no tener otros orbitales con los que combinarse y convertirse en orbitales moleculares no enlazantes. En el ejemplo de {\displaystyle {\ce {HF}}}, los orbitales {\displaystyle p_{x}} y {\displaystyle p_{y}} siguen teniendo la forma de los orbitales {\displaystyle p_{x}} y {\displaystyle p_{y}}, pero cuando se ven como orbitales moleculares se considera que no se unen. La energía del orbital no depende de la longitud de ningún enlace dentro de la molécula. Su ocupación no aumenta ni disminuye la estabilidad de la molécula, en relación con los átomos, ya que su energía es la misma en la molécula que en uno de los átomos. Por ejemplo, hay dos orbitales rigurosamente no enlazantes que están ocupados en el estado fundamental de la molécula diatómica de fluoruro de hidrógeno; estos orbitales moleculares están localizados en el átomo de flúor y están compuestos por orbitales atómicos de tipo {\displaystyle p} cuya orientación es perpendicular al eje internuclear. Por lo tanto, son incapaces de superponerse e interactuar con el orbital de valencia de tipo {\displaystyle s} en el átomo de hidrógeno.
Aunque los orbitales no enlazantes suelen ser similares a los orbitales atómicos de su átomo constituyente, no es necesario que sean similares. Un ejemplo de uno no similar es el orbital no enlazante del anión alilo, cuya densidad electrónica se concentra en el primer y tercer, átomos de carbono.
En la teoría canónica de orbitales moleculares completamente deslocalizada, a menudo se da el caso de que ninguno de los orbitales moleculares de una molécula es estrictamente de naturaleza no enlazante. Sin embargo, en el contexto de los orbitales moleculares localizados, el concepto de un orbital lleno, sin enlace, tiende a corresponder a los electrones descritos en términos de estructura de Lewis como "pares solitarios".

### Representación
Hay varios símbolos que se utilizan para representar orbitales no vinculantes desocupados. Ocasionalmente, se usa n*, en analogía con σ* y π*, pero este uso es poco común. A menudo, se utiliza el símbolo de orbital atómico, más a menudo p por orbital {\displaystyle p}; otros han utilizado la letra a para un orbital atómico genérico. (Según la regla de Bent, los orbitales desocupados para un elemento del grupo principal son casi siempre de carácter {\displaystyle p}, ya que el carácter {\displaystyle s} se estabiliza y se usará para enlazar orbitales. Como excepción, el LUMO del catión fenilo es un orbital atómico {\displaystyle sp^{x}} (x ≈ 2), debido a la restricción geométrica del anillo de benceno.) Finalmente, Woodward y Hoffmann usaron la letra ω para orbitales no enlazantes (ocupados o desocupados) en su monografía Conservation of Orbital Symmetry.

## Transiciones de electrones
Los electrones en orbitales moleculares sin enlace pueden experimentar transiciones de electrones como n → σ* o n → π* transiciones. Por ejemplo, transiciones n → π* se pueden ver en la espectroscopia ultravioleta-visible de compuestos con grupos carbonilo, aunque la absorbancia es bastante débil.